# Jean Hess
Jean Joseph Xavier Hess (Courtavon, 16 de marzo de 1862 - Niza, 21 de septiembre de 1926) fue un médico naval, periodista y explorador francés.

## Biografía
Fue hijo del dentista Joseph Xavier Hess y de Marie Anne Schull (o Schenell). Estudió medicina naval en Tolón y trabajó como médico auxiliar de marina. De 1883 a 1887 sirvió en varios barcos de la marina francesa, viajando en ellos a Argelia, Saigón, Madagascar, Senegal y Gabón. Recibir reprimendas por su comportamiento y acumuló deudas, por lo que decidió hacerse periodista. Dejó definitivamente la marina en diciembre de 1890 y trabajó en periódicos del sur de Francia. Se convirtió en redactor del periódico Petit Parisien, donde conoció al antiesclavista Victor Schoelcher, cuyas ideas le influyeron grandemente.
En 1892, Hess participó en la misión de Jacques du Crussol, duque de Uzès, al África Central, del que se separó en Brazzaville debido a discrepancias sobre la organización de la misión. Exploró el Congo, el curso bajo del río Ubangui y los valles de Sangha y Kasai entre abril de 1892 y enero de 1893, cuando fue herido en un ataque de los nativos. Estudió en detalle a los pueblos bateke y bubangui.
Hess regresó a Francia, donde realizó algunos trabajos geográficos. Como periodista, escritor y conferenciante se dedicó a suscitar un gran movimiento colonial que estaría basado en la asociación entre colonizados y colonizadores.
En 1895, el Ministerio de Instrucción Pública francés le confió una nueva misión en los oasis del sur de Argelia. Hess también realizó informes periodísticos sobre la Guyana Francesa y la Isla del Diablo durante el caso Dreyfus. En 1901 fundó y dirigió la revista Le Magasin colonial et des voyages, que tendría siete números. En 1902 cubrió para la prensa la erupción del monte Pelée, ocurrida en la Martinica.
Fue responsable de una misión comercial a Indochina, y formó parte de la comisión preparatoria de la Exposición Internacional de Hanói en 1902.

## Obras
Escribió varias obras sobre sus viajes por África y América: 
- L'âme nègre. (1898)
- A l'Ile du Diable; enquête d'un reporter aux Iles du Salut et à Cayenne. (1898)
- L'affaire Iukanthor, les dessous d'un protectorat. (1900)
- La catastrophe de la Martinique, notes d'un reporter. (1902)
- La question du Maroc. (1903)
- La vérité sur l'Algérie. (1905)
- Israël au Maroc. (1907)
- Une Algérie nouvelle. (1909)

En ellas planteó el problema del colonialismo y sus abusos. Las opiniones que defendió rara vez se ajustaron a las generalmente aceptadas en su época. También publicó cuentos, una comedia, caricaturas y acuarelas.